# Автошлях Т 0309
Автошля́х Т 0309 — автомобільний шлях територіального значення у Волинській області. Пролягає територією Старовижівського, Турійського, Рожищенського, Ківерцівського та Луцького районів через Дубечне — Стару Вижівку — Луків — Турійськ — Рожище — Ківерці — Піддубці. Загальна довжина — 151,3 км.

## Маршрут
Автошлях проходить через такі населені пункти:
| Автошлях Т 0309       |         |
| Волинська область     |         |
| Старовижівський район |         |
| Дубечне               | Т 0308  |
| Стара Вижівка         | Т 0310  |
| Брідки                |         |
| Нова Вижва            |         |
| Лісняки               |         |
| Смідин                |         |
| Турійський район      |         |
| Луків                 | Т 0306  |
|                       | E373М07 |
| Сомин                 |         |
| Перевали              |         |
| Дольськ               |         |
| Кульчин               |         |
| Турійськ              | Р15     |
| Радовичі              |         |
| Туличів               |         |
| Купичів               | Т 0311  |
| Нири                  |         |
| Новий Двір            |         |
| Ловища                |         |
| Рожищенський район    |         |
| Квітневе              |         |
| Щурин                 |         |
| Доросині              |         |
| Кроватка              |         |
| Залісці               |         |
| Ужова                 |         |
| Кременець             | E85М19  |
| Рожище                |         |
| Рудня                 |         |
| Ківерцівський район   |         |
| Ківерці               | Р14     |
| Борохів               |         |
| Луцький район         |         |
| Піддубці              | Н22     |